# 米哈伊洛夫卡 (伏尔加格勒州)
米哈伊洛夫卡是俄罗斯伏尔加格勒州的一个镇，距离州首府伏尔加格勒约200公里，人口60,034人（2002年）。

米哈伊洛夫卡建于1762年，1948年建镇。